# Arcobaleno selvaggio
Arcobaleno selvaggio (Geheimcode Wildgänse) è un film italo-tedesco del 1985, diretto da Antonio Margheriti.

## Trama
Dopo la morte di suo figlio, il capitano Robin Wesley è incaricato di distruggere un deposito di oppio del Generale, un grosso trafficante di droga protetto da un esercito personale vicino alla Cambogia. Sul posto, Wesley viene aiutato da alcune persone, che si ribellano contro i tiranni del Generale.